# Namané
Pour les articles homonymes, voir Naaman (homonymie).
Namané est une localité de l'ouest de la Côte d'Ivoire et appartenant au département d'Issia, dans la Région du Haut-Sassandra. La localité de Namané est un chef-lieu de commune.

## Histoire
Le village créé en 1962 est le regroupement de trois sites habités : guguha, laguha, Gbizraguhé, initialement situés en pleine forêt.
Le premier chef du village intellectuel fut nommé en 1970 en la personne du gendarme à la retraite AHISSEBA Guigui Jules, né en 1915, mort en 2008, alors qu'il était encore en fonction. À sa mort, des élections tenues en 2010 ont porté à la tête du village TEBILY Koré Pierre, 45 ans environ, qui est un cadre vivant à Abidjan, mais qui a des assises solides au village, maisons, plantations...
Namané a été érigé en chef-lieu de sous-préfecture début 2010. Cependant, le développement n'y est pas encore réellement amorcé. L'électrification reste encore un projet. Bien que les poteaux électriques aient été plantés, ils ne sont pas encore raccordés au réseau.
C'est pourtant le chef-lieu d'une région qui avoisine les cinquante mille (50 000) habitants. Peuplé aujourd'hui de burkinabés, de baoulés, de sénoufos, de lobis, de béninois, de togolais, de maliens, le site voit les populations bétés d'origine mises en minorité numérique. L'exode des jeunes bétés vers Abidjan y est pour quelque chose.